# Ivan Majeský
Ivan Majeský (* 2. září 1976 v Banské Bystrici) je bývalý slovenský hokejový obránce.

## Hráčská kariéra
S profesionálním hokejem začínal v rodném městě Banská Bystrica, kde debutoval ve Slovenské nejvyšší lize v sezóně 1995/96. V Bystrici odehrál 4 sezony (1995/99) i když v sezoně 1997/98 hrál v nižší lize. Sezonu 1998/99 odehrál celou základní část v Bystrici ale tým se neprobojoval do playoff a hned poté přišel vypomoct do týmu HKm Zvolen v playoff. Ve Zvolenu zůstal další sezonu kde pomohl týmu probojovat se do finále kde podlehli Slovanu Bratislavy.
Sezony 2000/01 a 2001/02 odehrál v lize SM-liiga v týmu Ilves-Hockey a v sezoně 2001/02 obsadil 3 místo.
Byl draftován v roce 2001 v 9. kole, celkově 267. týmem Florida Panthers.
Jeho debut v NHL byla sezona 2002/03 v týmu Florida Panthers se kterým odehrál všech 82 zápasů základní části.
21. června 2003 byl vyměněn do týmu Atlanta Thrashers za 2 kolo draftu 2003 (Kamil Kreps).
16. července 2003 prodloužil smlouvu s týmem Atlanta Thrashers o dva roky.
12. listopadu 2004 podepsal smlouvu s týmem HC Sparta Praha jako volný hráč.
10. srpna 2005 podepsal smlouvu s týmem Washington Capitals na jeden rok.
V Capitals odehrál celou sezonu ve které vstřelil jeden gól proti Pittsburgh Penguins brankáři Sébastienu Caronovy.
14. září 2006 podepsal smlouvu s týmem Kärpät Oulu jako volný hráč. V týmu odehrál 12 zápasů poté byl poslán na hostování po zbytek sezony do týmu Linköpings HC. V následující sezony začínal opět v Kärpät Oulu kde odehrál 12 zápasů poté byl opět poslán na hostování po zbytek sezony do týmu Linköpings HC.
Sezonu 2008/09 začal v týmu IFK Helsinky kde odehrál 5 zápasů a byl zase poslán na hostování do týmu Linköpings HC se kterým si zahrál v hokejové lize mistrů.
20. května 2008 podepsal smlouvu s týmem Linköpings HC na jeden rok.
7. března 2009 podepsal smlouvu s týmem Skellefteå AIK na jeden rok.
Sezonu 2009/10 začal v české Extralize za tým HC GEUS OKNA Kladno kde odehrál 7 zápasů. Po skončení hostování se vrátil zpátky do týmu Skellefteå AIK kdy 5. července podepsal smlouvu o jeden rok.

## Prvenství

### NHL
- Debut - 10. října 2002 (Florida Panthers proti Tampa Bay Lightning)
- První asistence -14. listopadu 2002 (Ottawa Senators proti Florida Panthers)
- První gól - 22. ledna 2003 (Florida Panthers proti Ottawa Senators, kanadskému brankáři Patrick Lalime)

### ČHL
- Debut - 16. listopadu 2004 (HC Dukla Jihlava proti HC Sparta Praha)
- První asistence - 19. listopadu 2004 (Vsetínská hokejová proti HC Sparta Praha)
- První gól - 21. listopadu 2004 (HC Sparta Praha proti HC Energie Karlovy Vary, českému brankáři Zdeňku Šmídovi)

## Klubová statistika
| Sezóna       | Klub                           | Soutěž       |     | Základní část | Základní část | Základní část | Základní část | Základní část |   | Play off | Play off | Play off | Play off | Play off |
| Sezóna       | Klub                           | Soutěž       | Z   | G             | A             | B             | TM            | Z             | G | A        | B        | TM       |          |          |
| 1995/1996    | HC 05 Banská Bystrica          | SHL          | 17  | 0             | 0             | 0             | 18            | —             | — | —        | —        | —        |          |          |
| 1996/1997    | HC 05 Banská Bystrica          | SHL          | 49  | 2             | 4             | 6             |               | —             | — | —        | —        | —        |          |          |
| 1997/1998    | HC 05 Banská Bystrica          | 1.SHL        | 43  | 6             | 7             | 13            | 50            | —             | — | —        | —        | —        |          |          |
| 1998/1999    | HC 05 Banská Bystrica          | SHL          | 48  | 7             | 7             | 14            | 68            | —             | — | —        | —        | —        |          |          |
| 1998/1999    | HKm Zvolen                     | SHL          | —   | —             | —             | —             | —             | 6             | 0 | 2        | 2        | 2        |          |          |
| 1999/2000    | HKm Zvolen                     | SHL          | 51  | 7             | 9             | 16            | 68            | 10            | 0 | 4        | 4        | 2        |          |          |
| 2000/2001    | Ilves-Hockey                   | SM-l         | 54  | 2             | 14            | 16            | 99            | 9             | 0 | 1        | 1        | 6        |          |          |
| 2001/2002    | Ilves-Hockey                   | SM-l         | 44  | 6             | 6             | 12            | 84            | —             | — | —        | —        | —        |          |          |
| 2002/2003    | Florida Panthers               | NHL          | 82  | 4             | 8             | 12            | 92            | —             | — | —        | —        | —        |          |          |
| 2003/2004    | Atlanta Thrashers              | NHL          | 63  | 3             | 7             | 10            | 76            | —             | — | —        | —        | —        |          |          |
| 2004/2005    | HC Sparta Praha                | ČHL          | 28  | 2             | 6             | 8             | 40            | 5             | 2 | 1        | 3        | 6        |          |          |
| 2005/2006    | Washington Capitals            | NHL          | 57  | 1             | 8             | 9             | 66            | —             | — | —        | —        | —        |          |          |
| 2006/2007    | Kärpät Oulu                    | SM-l         | 12  | 2             | 4             | 6             | 18            | —             | — | —        | —        | —        |          |          |
| 2006/2007    | Linköpings HC                  | SEL          | 46  | 0             | 2             | 2             | 83            | 15            | 1 | 4        | 5        | 43       |          |          |
| 2007/2008    | Kärpät Oulu                    | SM-l         | 12  | 1             | 1             | 2             | 6             | —             | — | —        | —        | —        |          |          |
| 2007/2008    | Linköpings HC                  | SEL          | 44  | 2             | 6             | 8             | 60            | 16            | 0 | 1        | 1        | 34       |          |          |
| 2008/2009    | IFK Helsinky                   | SM-l         | 5   | 0             | 3             | 3             | 6             | —             | — | —        | —        | —        |          |          |
| 2008/2009    | Linköpings HC                  | SEL          | 40  | 1             | 8             | 9             | 54            | 5             | 0 | 0        | 0        | 4        |          |          |
| 2009/2010    | HC GEUS OKNA Kladno            | ČHL          | 7   | 2             | 2             | 4             | 16            | —             | — | —        | —        | —        |          |          |
| 2009/2010    | Skellefteå AIK                 | SEL          | 53  | 3             | 12            | 15            | 76            | 12            | 1 | 5        | 6        | 16       |          |          |
| 2010/2011    | Skellefteå AIK                 | SEL          | 44  | 1             | 8             | 9             | 28            | 16            | 0 | 3        | 3        | 24       |          |          |
| 2011/2012    | Rytíři Kladno                  | ČHL          | 20  | 1             | 8             | 9             | 20            | —             | — | —        | —        | —        |          |          |
| 2011/2012    | Linköping HC                   | SEL          | 22  | 0             | 3             | 3             | 18            | —             | — | —        | —        | —        |          |          |
| 2012/2013    | Rytíři Kladno                  | ČHL          | 36  | 1             | 5             | 6             | 52            | —             | — | —        | —        | —        |          |          |
| 2012/2013    | Jokerit Helsinky               | SM-l         | 18  | 1             | 2             | 3             | 18            | 6             | 0 | 1        | 1        | 8        |          |          |
| 2013/2014    | Rytíři Kladno                  | ČHL          | 31  | 0             | 6             | 6             | 38            | 5             | 0 | 2        | 2        | 6        |          |          |
| 2014/2015    | HC Olomouc                     | ČHL          | 42  | 3             | 5             | 8             | 139           | 4             | 0 | 0        | 0        | 4        |          |          |
| 2015/2016    | HC ’05 iClinic Banská Bystrica | SHL          | 6   | 0             | 0             | 0             | 2             | 17            | 1 | 3        | 4        | 10       |          |          |
| Celkem v NHL | Celkem v NHL                   | Celkem v NHL | 202 | 8             | 23            | 31            | 234           | —             | — | —        | —        | —        |          |          |

## Reprezentace

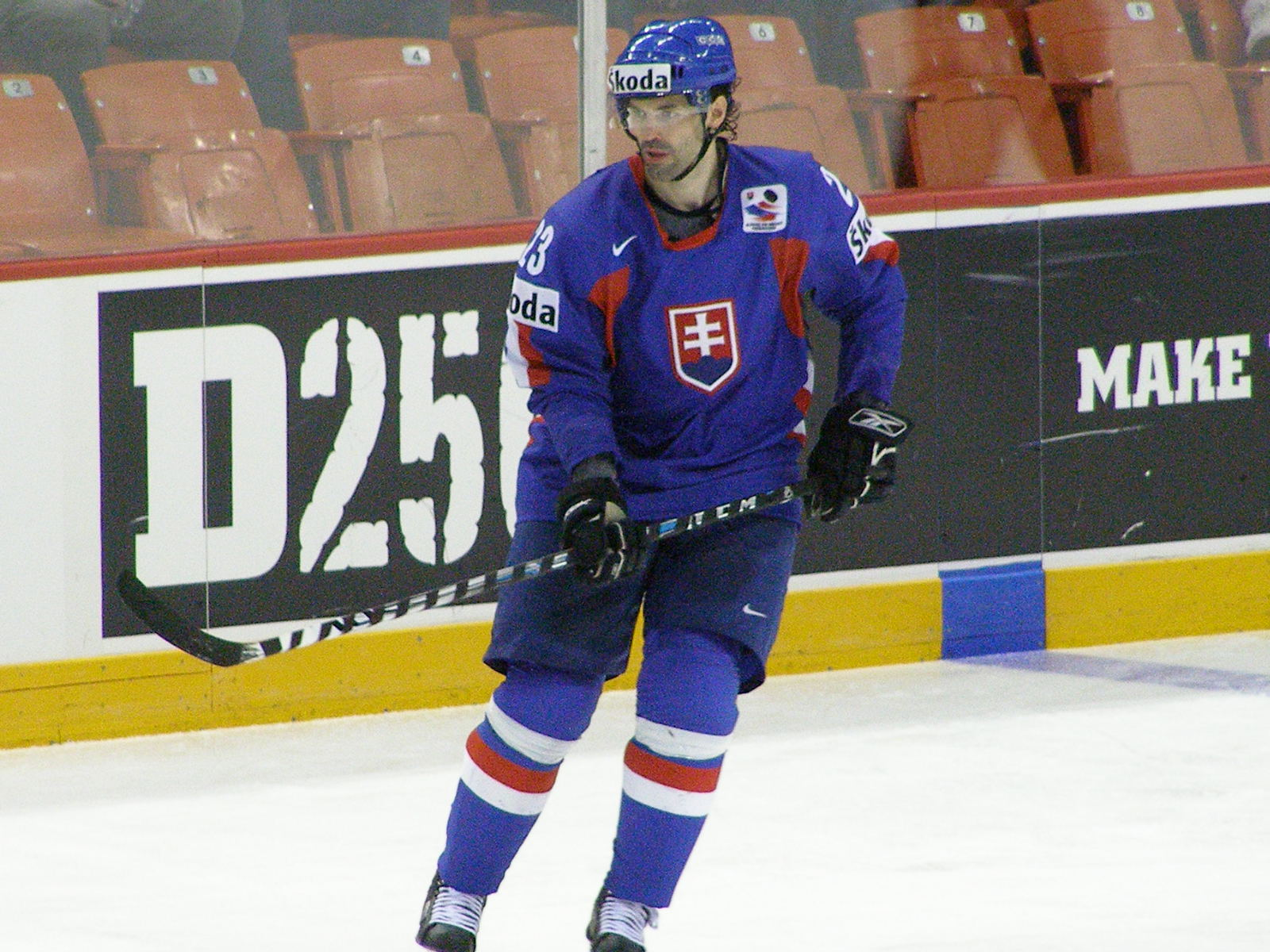
Ivan Majevský ve Slovenském reprezentačním dresu proti Norsku v MS 2008

Jeho první reprezentační gól vstřelil na MS 2010 proti Rusku brankáři Vasiliji Košečkinovi.
| Rok         | Tým         | Soutěž      | Z  | G | A | B | TM |
| ----------- | ----------- | ----------- | -- | - | - | - | -- |
| 2002        | Slovensko   | OH          | 4  | 0 | 1 | 1 | 4  |
| 2003        | Slovensko   | MS          | 9  | 0 | 0 | 0 | 4  |
| 2004        | Slovensko   | MS          | 9  | 0 | 0 | 0 | 6  |
| 2005        | Slovensko   | MS          | 1  | 0 | 0 | 0 | 0  |
| 2006        | Slovensko   | OH          | 6  | 0 | 0 | 0 | 4  |
| 2008        | Slovensko   | MS          | 5  | 0 | 0 | 0 | 8  |
| 2010        | Slovensko   | MS          | 6  | 1 | 1 | 2 | 0  |
| 2011        | Slovensko   | MS          | 6  | 0 | 2 | 2 | 6  |
| Celkem v MS | Celkem v MS | Celkem v MS | 36 | 1 | 3 | 4 | 24 |
| Celkem v OH | Celkem v OH | Celkem v OH | 10 | 0 | 1 | 1 | 8  |